# Donald McNeill
William Donald McNeill (Chickasha, 30 aprile 1918 – Vero Beach, 28 novembre 1996) è stato un tennista statunitense.

## Carriera
È stato il secondo tennista americano a riuscire a vincere il singolare maschile agli Internazionali di Francia, preceduto solo da Don Budge.
Agli Internazionali di Francia 1939 ha battuto nella finale del singolare Bobby Riggs in 3 set e in coppia con Charles Harris ha vinto anche il torneo di doppio maschile sconfiggendo in una finale molto combattuta la coppia francese formata da Jean Borotra e Jacques Brugnon.
Agli US Open ha vinto il singolare maschile nel 1940 quando da testa di serie numero 2 ha sconfitto in finale la testa di serie numero 1, Bobby Riggs, per 8-6 6-8 6-3 7-5. Arrivò ad un soffio dalla finale anche nel 1941 e nel 1944 ma venne sconfitto in semifinale da Francis Kovacs e Frank Parker.
Sempre nello Slam statunitense nel 1944 ha vinto un titolo di doppio maschile e perso la finale del doppio misto. In coppia con Bob Falkenburg ha sconfitto Bill Talbert e Pancho Segura per 7-5, 6-4, 3-6, 6-1 mentre insieme a Dorothy Bundy ha subito una netta sconfitta da Margaret Osborne e Bill Talbert.
Nel 1946 raggiunge l'ultima finale in un torneo dello Slam, sempre agli Us Open e nel doppio maschile. Col compagno Frank Guernsey partecipa ad una partita molto combattuta conclusasi solo al quinto set per 20-18 in favore degli avversari, Bill Talbert e Gardnar Mulloy.
È stato inserito nella International Tennis Hall of Fame nel 1965.

## Finali del Grande Slam

### Singolare

#### Vinte (2)
| Anno | Torneo                    | Avversario in finale | Risultato               |
| 1939 | Internazionali di Francia | Bobby Riggs          | 7-5, 6-0, 6-3           |
| 1940 | U.S. Championships        | Bobby Riggs          | 4-6, 6-8, 6-3, 6-3, 7-5 |